# Hoftag zu Worms (1076)
Der Hoftag zu Worms (auch Reichstag zu Worms oder Synode von Worms) war die erste Reichsversammlung 1076 in Worms. Sie fand unter König Heinrich IV. im Januar 1076 statt und ist eines der zentralen Ereignisse des Investiturstreits zwischen dem König und Papst Gregor VII. Sie gilt als unmittelbarer Auslöser für die Verhängung des Kirchenbanns über den König wenige Wochen später.

## Vorgeschichte
Während der Sachsenkriege hatte Heinrich IV. gegenüber dem Papst eine konzilliante Haltung gepflegt. Nachdem dieser Konflikt beigelegt war, wandte er sich Reichsitalien zu und verfolgte dort eine Politik, die alle päpstlichen Interessen ignorierte. Höhepunkte dieser Politik waren, dass er im Erzbistum Mailand nach Verhandlungen mit den führenden Mailändern den mailändischen Adeligen Tedald als Erzbischof investierte, der zuvor Mitglied in der Hofkapelle Heinrichs IV. gewesen war. Die Ernennung erfolgte gegen den Kandidaten des Papstes, Atto. Weiter investierte Heinrich IV. ohne Absprache mit dem Papst, dem die Ernannten nicht einmal bekannt waren, Bischöfe in Fermo und Spoleto. Anschließend trat er in Verhandlungen mit dem vom Papst exkommunizierten normannischen Herzog Robert Guiskard ein, der weite Teile Süditaliens beherrschte und den Papst von dort bedrängte.
Deshalb richtet Gregor im Dezember 1075 ein Schreiben an Heinrich, in dem er ihn dringlich ermahnte, die Bischofsernennungen, die er in der Folge des Mailänder Bischofsstreits ausgesprochen hatte, zurückzunehmen. Er erinnerte ihn an die Gehorsamspflicht eines christlichen Königs gegenüber dem Papst. Außerdem lud er ihn für 1076 vor die Fastensynode in Rom, um sich zu rechtfertigen. Sollte er nicht erscheinen, drohte er ihm mit dem Kirchenbann. Als Reaktion auf dieses Schreiben berief Heinrich noch in Goslar, wo das Weihnachtsfest des Jahres 1075 beging, für den 24. Januar 1076 eine Reichsversammlung nach Worms ein.

## Reichsversammlung

### Tagungsort
Worms wurde als Tagungsort gewählt, weil es zentral zwischen Nord- und Süddeutschland lag und vor allem für alle Teilnehmer entlang der Rheinschiene gut erreichbar war. Das war wichtig, weil eine Ladungsfrist von vier Wochen angesichts der damaligen Verkehrsverhältnisse knapp bemessen war. Heinrich IV. wollte mit dieser knappen Frist auf jeden Fall der Fastensynode in Rom, die für den 14. Februar 1076 terminiert war, zuvorkommen.

### Teilnehmer
In Worms versammelten sich neben dem König 26 von 34 Reichsbischöfen, deren Namen überliefert sind, darüber hinaus aber zahlreiche weitere Geistliche, aber nur wenige weltliche Würdenträger. Bekannt ist die Anwesenheit des Herzogs Gottfried IV. von Niederlothringen, der wahrscheinlich in Begleitung von Bischof Wilhelm von Utrecht kam und mit Mathilde von Tuszien verheiratet war. Die Ehe war aber zerrüttet. Belegt ist im Einzelnen die Anwesenheit von
- Erzbischof Siegfried von Mainz, der die Verhandlungen leitete.
- Erzbischof Udo von Trier
- Bischof Wilhelm von Utrecht
- Bischof Hermann von Metz
- Bischof Heinrich von Lüttich
- Bischof Richbert von Verden
- Bischof Pibo von Toul
- Bischof Rüdiger von Speyer
- Bischof Burchard II. von Halberstadt
- Bischof Werner von Straßburg
- Bischof Burkhard von Basel
- Bischof Otto I. von Konstanz
- Bischof Adalbero von Würzburg
- Bischof Rupert von Bamberg
- Bischof Otto von Regensburg
- Bischof Ellenhard von Freising
- Bischof Udalrich I. von Eichstätt
- Bischof Friedrich I. von Münster
- Bischof Egilbert von Minden
- Bischof Hezilo von Hildesheim
- Bischof Benno II. von Osnabrück
- Bischof Eberhard von Naumburg
- Bischof Imad von Paderborn
- Bischof Thiedo von Brandenburg
- Bischof Burkhard von Lausanne
- Bischof Bruno von Verona

Anwesend war weiter der dreifach exkommunizierte Kardinal Hugo Candidus, ein entschiedener Gegner des Papstes. Als scheinbar intimer Kenner der römischen Verhältnisse berichtete er den Teilnehmern an der Reichsversammlung über ein angeblich skandalöses Verhältnis zwischen dem Papst und Mathilde von Tuszien. Die Bischöfe befürchteten darüber hinaus generell, obwohl sie keine erklärten Gegner der Kirchenreform waren, die Einschränkung ihrer Selbständigkeit durch die zunehmende Zentralisierung der Kirchengewalt durch Papst Gregor VII. Gut ein Jahr zuvor hatte dieser in einem Brief an die deutschen Herzöge diese aufgefordert, die Messen ungehorsamer Kleriker notfalls durch Gewaltanwendung zu verhindern.
Abwesend waren Erzbischof Gebhard von Salzburg und Bischof Altmann von Passau die beide im Streit die Seite des Papstes einnahmen. Weiter fehlte Erzbischof Werner von Magdeburg. Der Stuhl des Erzbistums Köln war zum Zeitpunkt der Reichsversammlung noch nicht wiederbesetzt. Ebenfalls nicht teilnehmen konnte Bischof Adalbert II. von Worms, den die Bürger der Stadt 1074 nach heftigen Auseinandersetzungen aus der Stadt geworfen hatten.

### Beratungen
Über den Verlauf der Beratungen ist wenig bekannt. Vor allem die Bischöfe Adalbero von Würzburg und Hermann von Metz sollen anfänglich Widerstand geleistet haben, vor allem unter dem formalen Argument, dass ein Bischof nur nach persönlicher Anhörung und den vorgeschriebenen Formalien abgesetzt werden dürfe und dass zudem im Falle des Papstes niemand berechtigt sei, eine Anklage zu erheben. Auch soll Heinrich IV. die Anwesenden erheblich unter Druck gesetzt haben. Da aber die Quellen alle in hohem Maß parteiisch sind, ist heute schwer zu beurteilen, wie die Beratungsergebnisse zustande kamen.

### Ergebnis
Als Ergebnis der Reichsversammlung verfassten die Bischöfe einen Brief an den Papst, in dem sie ihm den Gehorsam aufkündigten.
Ein zweites Schreiben ließ König Heinrich IV. durch Gottschalk von Aachen verfassen, das unter seinen dramatischen Schlussworten Descende, descende Berühmtheit erlangte und in dem er den Papst zum Rücktritt aufforderte:

„H. non usurpative, sed pia dei ordinatione rex Hildebrando iam non apostolico, sed falso monacho. [...] Ut enim de multis pauca et egregia loquamur: rectores sanctae ecclesiae videlicet archiepiscopos episcopos presbiteros, non modo non tangere, sicut christos domini, timuisti, quin sicut servos, nescientes quid faciat domnus eorum, sub pedibus tuis calcasti. [...] Me quoque, qui licet indignus inter christos ad regnum sum unctus, tetigisti, quem sanctorum patrum traditio soli deo iudicandum docuit nec pro aliquo crimine, nisi a fide, quod absit, exorbitaverim, deponendum asseruit; cum etiam Iulianum apostatam prudentia sanctorum episcoporum non sibi, sed soli deo iudicandum deponendumque com miserit. [...] Alius in solium beati Petri ascendat, qui nulla violentiam religione palliet, sed beati Petri sanam doctrinam doceat. [...] Ego, H. dei gratia rex cum omnibus episcopis nostris tibi dicimus: descende, descende!“

„Heinrich, nicht durch Anmaßung, sondern durch Gottes gerechte Anordnung König, an Hildebrand, nicht mehr Papst, sondern falscher Mönch. […] Du scheutest dich nicht nur nicht, die Lenker der heiligen Kirche, nämlich Erzbischöfe, Bischöfe und Priester, die doch Gesalbte des Herrn sind, anzutasten, nein, wie Knechte, die nicht wissen, was ihr Herr tut, zertratest du sie unter deinen Füßen und gewannst dir dabei die Zustimmung aus dem Munde des Pöbels. […] Aber du hast unsere Demut für Furcht gehalten und dich daher nicht gescheut, dich sogar gegen die uns von Gott verliehene königliche Gewalt zu erheben; du hast zu drohen gewagt, du würdest sie uns nehmen, als ob in deiner und nicht in Gottes Hand Königs- und Kaiserherrschaft lägen. […] So steige du denn, der du durch diesen Fluch und das Urteil aller unserer Bischöfe und unser eigenes verdammt bist, herab, verlasse den apostolischen Stuhl, den du dir angemaßt hast. […] Ich, Heinrich, durch die Gnade Gottes König, sage dir zusammen mit allen meinen Bischöfen: Steige herab, steige herab!“

## Folgen
Gregor VII. konterte, indem er auf der Fastensynode in Rom am 14. Februar 1076 den deutschen König für abgesetzt erklärte, den Kirchenbann über ihn aussprach und ihn damit aus der Kirche ausschloss. Das entband die Untertanen von ihrem Treueeid gegenüber dem König, was es jedem Untertanen ermöglichte, sich rechtmäßig gegen den König zu wenden. Damit war die Herrschaftsbasis des Königs fundamental bedroht. Gregor VII. hatte die theoretische Grundlage für diesen einmaligen Schritt schon zwei Jahre zuvor in seiner Schrift Dictatus Papae gelegt.
Um diese für den deutschen König existenzbedrohende Situation zu beenden, erklärte sich Heinrich IV. nach dem Fürstentag zu Trebur im Oktober 1076 bereit, den Papst in Canossa um Vergebung und Wiederaufnahme in die Kirche zu bitten.